# Rapid Club musulman de Souk-Ahras
Maillots
Le Rapid Club musulman de Souk-Ahras (en arabe : نادي سريع مسلمي سوق أهراس), plus couramment abrégé en RCMSA, est un ancien club algérien de football fondé en 1931 sous le no 7749 et basé dans la ville de Souk-Ahras, qui évoluait en Ligue de Constantine de Football Association.
Le RCM Souk-Ahras a remporté le titre de champion du département Constantinois (Deuxième Division) en 1932-1933,, avant de disparaître en 1935.

## Histoire
L'histoire de football de Souk-Ahras a été commencé vers 1921, il était construit de deux clubs (le Sporting Club des Cheminots de Souk-Ahras et la Jeunesse Sportive des Cheminots de Souk-Ahras) qu’ils étaient composés de joueurs Français seulement et dont les joueurs arabes à cette époque ils n’ont pas le droit ni de s’intégrer dans les clubs Français ni de créer leur propre clubs.

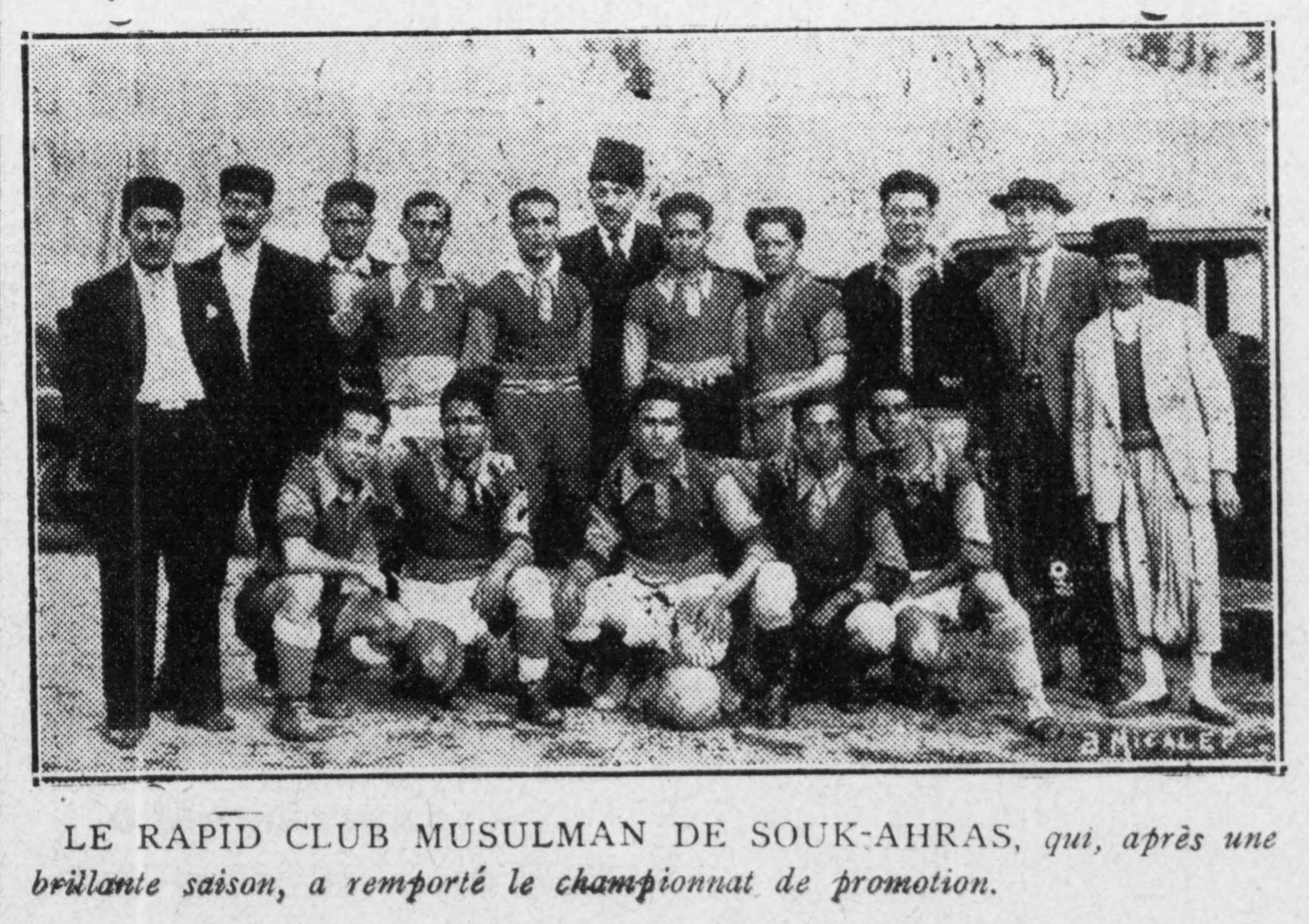
Rapid Club Musulman de Souk-Ahras en 1933.

Après la fondation de Association des oulémas musulmans algériens, il est décidé de créer des clubs de football musulmans dont l’objectif est essentiellement de développer le patriotisme chez les Algériens. Dans l’esprit de leurs fondateurs ce n'est qu’un moyen pour rassembler, sensibiliser et mobilier les Algériens, alors sous le joug du colonialisme, autour de la cause nationale, et un moyen d’aider les jeunes à préserver leur identité culturelle et civilisation qu’elle est menacée dans son intégrité. C’est pour cette raison que le club Rapid Club Musulman de Souk-Ahras (R.C.M.S.A) à apparaît à cette période et qu’il a gagné beaucoup de championnats.
- Kablouti Ali
- Touaibia Younes
- Dalamia Omar
- Tourab Hama
- Gueblati Bachir
- Seddaoui Mohamed
- Rehamma
- Medani Madi
- Guellati Omar